# Vivaldi (przeglądarka)
Vivaldi – bezpłatna przeglądarka internetowa, aplikacja własnościowa o zamkniętym kodzie źródłowym stworzonym przez Vivaldi Technologies.
Vivaldi Technologies założył  wraz z Tatsuki Tomitą współzałożyciel i były dyrektor generalny Opera Software ASA Jon Stephenson von Tetzchner. Przeglądarka Vivaldi ożywia stare, popularne funkcje z przeglądarki Opera 12 i wprowadza nowe funkcje. Przeglądarka jest aktualizowana cotygodniowo. Pierwsza stabilna wersja przeglądarki ukazała się 6 kwietnia 2016 roku.

## Cechy i komponenty
Vivaldi ma minimalistyczny interfejs z podstawowymi ikonami, czcionkami i kolorami, które zmieniają się w zależności od tła wyświetlanej strony internetowej. Przeglądarka umożliwia również dostosowanie wyglądu elementów interfejsu użytkownika, takich jak kolor tła, tapeta w nowej karcie, położenie paska adresu oraz położenie paneli. Vivaldi posiada także wbudowaną funkcję grupowania kart, informowania o nieprzeczytanych kartach oraz komunikaty z miniaturkami załadowanych w tle stron.

### Możliwości
Vivaldi oferuje możliwość grupowania kart, nanoszenia notatek na stronach internetowych, umieszczania notatek w zakładkach oraz obsługę gestów myszy i klawiatury. Ponadto użytkownicy mogą umieszczać zakładki na stronie „szybkiego wybierania” w celu szybszego ich znalezienia. Vivaldi wspiera liczne gesty myszy, pozwalające np. przełączać zakładki, i aktywację skrótów klawiaturowych.